# Minxin
Die Filmproduktionsgesellschaft Minxin  (chinesisch 民新製造影畫片有限公司 / 民新制造影画片有限公司, Pinyin Mínxīn Zhìzào Yǐnghuàpiān Yǒuxiàn Gōngsī) oder China Sun Film Company war ein Unternehmen des frühen chinesischen Films. 
Sie wurde 1922 von Li Minwei (Lai Man-wai) in Hongkong gegründet. 1926 zog sie nach Shanghai, nachdem wegen wirtschaftlicher Unsicherheiten die Filmproduktion in Hongkong nahezu unmöglich geworden war. Ende der 1920er Jahre war Minxin in finanzielle Schwierigkeiten geraten und konnte sich gegen ihre Hauptkonkurrenten, die große Filmgesellschaft Mingxing und andere Filmstudios, nicht mehr behaupten. Li Minweis Freund Luo Mingyou half bei der Rettung der Gesellschaft, indem er die neue Gesellschaft Lianhua, eines der großen Studios der 1930er Jahre, gründete und Minxin 1930 darin aufging. 1936 übernahm Li Minwei das Lianhua Studio Nr. 1 und machte es zur Grundlage einer neuen unabhängigen Minxin-Filmgesellschaft.